# San Martino in Rio
San Martino in Rio – miejscowość i gmina we Włoszech, w regionie Emilia-Romania, w prowincji Reggio Emilia.
Według danych na rok 2004 gminę zamieszkiwały 6484 osoby, 294,7 os./km².